# تشملة (تشناران)
تشملة (بالفارسية: چمله) هي قرية تقع في قسم بيزكي الريفي (مقاطعة تشناران) في إيران. يقدر عدد سكانها بـ 94 نسمة بحسب إحصاء 2016.